# Razia Sultana (avvocata)
Razia Sultana (Maungdaw, 1973) è un'avvocatessa attivista per i diritti umani birmana naturalizzata bangladese che ha vinto l'International Women of Courage Award 2019.

## Biografia
Razia Sultana è nata nel 1973 a Maungdaw, da una famiglia rohingya. È cresciuta in Bangladesh.
Lavora per il popolo rohingya. Lavora anche per altre etnie del Myanmar. È avvocata, educatrice e attivista per i diritti umani. Lavora in particolare per ragazze e donne rohingya.
Ha pubblicato due rapporti dopo aver intervistato centinaia di rohingya, intitolati Witness to Horror e Rape by Command. In questi rapporti ha parlato al mondo della violenza sessuale nei confronti delle ragazze e delle donne rohingya da parte delle forze di sicurezza birmane. Ha anche contribuito a The Killing Fields of Alethankyaw, pubblicato dalla Kaladan Press.
Razia Sultana sta lavorando come coordinatrice della Free Rohingya Coalition (FRC) e come direttrice della sezione femminile dell'Organizzazione Nazionale Arakan Rohingya (ARNO).

## Pubblicazioni
- Witness to Horror[8]
- Rape by Command
- The Killing Fields of Alethankyaw (collaboratrice)